# Liste der Kulturdenkmale in der Verwaltungsgemeinschaft Nesseaue
Die Liste der Kulturdenkmale in der Verwaltungsgemeinschaft  Nesseaue (Landkreis Gotha) ist auf dem Stand vom 21. August 2006 und enthält gemäß dem Gesetz zur Pflege und zum Schutz der Kulturdenkmale im Land Thüringen (ThüDSchG) in der geltenden Fassung vom 24. Februar 2016 bzw. dem Ersten Gesetz zur Änderung des ThüDSchG vom 23. November 2005 die Kulturdenkmale der Verwaltungsgemeinschaft Nesseaue im thüringischen Landkreis Gotha.
Die Liste umfasst die Kulturdenkmale der Gemeinden Bienstädt, Eschenbergen, Friemar, Molschleben, Nottleben, Pferdingsleben,  Tröchtelborn, Tüttleben und Zimmernsupra.

## Definitionen
Der Schutz der unbeweglichen Kulturdenkmale entsteht bereits durch das Vorliegen der gesetzlichen Voraussetzungen des § 2 des Thüringer Denkmalschutzgesetzes und ist nicht von der Eintragung in die Denkmalliste des Landes oder der Gemeinden abhängig. Das bedeutet, dass auch Objekte, die nicht in einer Denkmalliste verzeichnet sind, durchaus Denkmale sein können.

### Kulturdenkmale
Laut § 2 des Thüringer Denkmalschutzgesetzes sind Kulturdenkmale alle Sachen, Sachgesamtheiten oder Sachteile, die aus geschichtlichen, künstlerischen, technischen, wissenschaftlichen, volkskundlichen oder städtebaulichen Gründen sowie aus Gründen der historischen Dorfbildpflege ein öffentliches Interesse besteht. Zu den Kulturdenkmalen werden auch Denkmalensembles und Bodendenkmale gezählt.

#### Denkmalensemble
Um ein Denkmalensemble kann es sich handeln bei:
- baulichen Gesamtanlagen: Bauliche Gesamtanlagen sind insbesondere Gebäudegruppen, einheitlich gestaltete Quartiere und Siedlungen und historische Ortskerne einschließlich der mit ihnen verbundenen Pflanzen, Frei- und Wasserflächen.

- kennzeichnenden Straßen-, Platz- oder Ortsbildern: Ein kennzeichnendes Straßen-, Platz- oder Ortsbild ist insbesondere gegeben, wenn das Erscheinungsbild der Anlage für eine bestimmte Epoche oder Entwicklung oder für eine charakteristische Bauweise mit auch unterschiedlichen Stilarten kennzeichnend ist.

- kennzeichnende Ortsgrundrisse: Ein kennzeichnender Ortsgrundriss ist gegeben, wenn das Erscheinungsbild der Anlage für eine bestimmte Epoche oder Entwicklung charakteristisch ist, insbesondere im Hinblick auf Orts- und Siedlungsformen, Straßenführungen, Parzellenstrukturen und Festungsanlagen.

- historischen Park- und Gartenanlagen: Historische Park- und Gartenanlagen sind Werke der Gartenbaukunst, deren Lage sowie architektonische und pflanzliche Gestaltung von der Funktion der Anlage als Lebensraum und Selbstdarstellung früherer Gesellschaftsformen und der von ihr getragenen Kultur Zeugnis geben. Dazu zählen auch Tier- und botanische Gärten, soweit sie eine eigene historische und architektonische Gesamtgestaltung besitzen.

- historischen Produktionsstätten und -anlagen.

Nicht alle Teile eines Denkmalensembles müssen Kulturdenkmal sein, um als Kulturdenkmal zu gelten.

#### Bodendenkmal
Bewegliche oder unbewegliche Sachen, die im Boden oder unter Wasser verborgen waren oder sind und die Auskunft geben über tierisches oder pflanzliches Leben (paläontologische Denkmale) oder die Zeugnisse, Überreste oder Spuren der menschlichen Kultur (archäologische Denkmale) darstellen, sind Bodendenkmale.

### Hinweis
Die Denkmalliste der VG Nesseaue  macht die beschriebenen Unterscheidungen nicht.

## Geschichtlicher Hintergrund
Die Verwaltungsgemeinschaft wurde am 9. April 1992 gegründet. Sie liegt im Nordosten des Landkreises Gotha und grenzt im Norden an die Verwaltungsgemeinschaft Fahner Höhe, im Westen an die Verwaltungsgemeinschaft Mittleres Nessetal, im Südwesten an die Stadt Gotha und im Süden an die Gemeinden Drei Gleichen und Nesse-Apfelstädt. Durch das Gebiet schlängelt sich die Nesse, ein rechter Nebenfluss der Hörsel, in die sie im Osten von Eisenach mündet.

## Einzeldenkmale § 2 Abs. (1) Nr. ThürDSchG

### Sakralbauten
| Bild                           | Bezeichnung                                                                                                   | Lage                                                           | Datierung | Beschreibung | ID |
| ------------------------------ | --- | -------------------------------------------------------------- | --------- | --- | -- |
| weitere Bilder Fotos hochladen | Evangelische Pfarrkirche „Friedenskirche“ mit künstlerischer Ausstattung, Kirchhof und Resten der Einfriedung | Bienstädt, Kirchplatz 72, Flurstück: 1/145 (Karte)             |           | Die baufällig gewordene vorreformatorische Johanneskirche wurde in der Zeit von 1811 (Grundsteinlegung) bis 1814 (Einweihung) umgebaut. Sie erhielt beim Wiederaufbau den verheißungsvollen Namen Friedenskirche. Die Kirchgemeinde erneuerte das Kirchenschiff, nur der Turm blieb von der spätgotischen Vorgängerkirche erhalten. Mehrfache Plünderungen und Kriegslasten in den Wirren der napoleonischen Kriege verzögerten den Baufortschritt erheblich.                      |    |
| weitere Bilder Fotos hochladen | Evangelische Pfarrkirche „St. Margareten“ mit künstlerischer Ausstattung, Kirchhof und Einfriedung            | Eschenbergen, Kirchstraße 7, Flurstück: 1-166/168/170 (Karte)  |           | Der Bau der lutherischen Kirche „St. Margareten“ im damals Eschenberga genannten Ort erfolgte 1584. Dies wird auch durch einen Reliefstein in der Kirchenmauer bezeugt. 1841 wurde ein neuer Kirchturm errichtet. Ein Kuriosum ist die Tatsache, dass man als Fundamentstein der Nordwestecke des Turms einen Färberwaidmühlstein verwendete. |    |
| weitere Bilder Fotos hochladen | Evangelische Pfarrkirche „St. Viti“ mit künstlerischer Ausstattung, Kirchhof und Einfriedung                  | Friemar, Kirchstraße 1a, Flurstück: 1-1 (Karte)                |           | In der Dorfmitte liegt die 1780 nach einem großen Brand erbaute St.-Viti-Kirche, deren Schmuckstück die 1830 vom Tabarzer Orgelbauer Johann Valentin Knauf gebaute Orgel bildet. |    |
| weitere Bilder Fotos hochladen | Evangelische Pfarrkirche „St. Peter und Paul“ mit künstlerischer Ausstattung, Kirchhof und Einfriedung        | Molschleben, Schulplatz 11, Flurstück: 1-76 (Karte)            |           | Eine Sehenswürdigkeit des Ortes ist die evangelische Kirche St. Peter und Paul. Die heutige Kirche steht an gleicher Stelle wie ihr Vorgängerbau aus dem 8. oder 9. Jahrhundert, der wegen Baufälligkeit gegen Ende des 15. Jahrhunderts abgerissen wurde. Der jetzige spätgotische Kirchenbau wurde in mehreren Bauabschnitten errichtet. |    |
| weitere Bilder Fotos hochladen | Evangelische Pfarrkirche „St. Peter und Paul“ mit künstlerischer Ausstattung, Kirchhof und Einfriedung        | Nottleben, Hauptstraße 100, Flurstück: 4-968/856 (Karte)       |           | Die Peter-und-Paul-Kirche entstand im Wesentlichen zwischen 1427 und 1493, ein Umbau erfolgte im Jahr 1521. Der Turm ist fünfgeschossig, mit Gliederung durch Gesimse, hat eine umlaufende Galeriebrüstung mit Wasserspeiern an den Ecken und einen schlanken, verschieferten Turmhelm. Das Kirchenschiff hat einen dreiseitigen Chorschluss und kielbogige Portale an Nord- und Südseite. Zur DDR-Zeit verfiel die Kirche, das Wahrzeichen von Nottleben. (Näheres siehe Weblink) |    |
| weitere Bilder Fotos hochladen | Evangelische Filialkirche „St. Wigbert“ mit künstlerischer Ausstattung, Kirchhof und Einfriedung              | Pferdingsleben, Kirchstraße 58 , Flurstück: 1-86 (Karte)       |           | Die unter Denkmalschutz stehende Kirche St. Wigbert ist nach dem Schutzpatron des Ortes benannt. Der jetzige Bau – der Vorgänger war wesentlich kleiner – wurde ab 1483 in spätgotischem Stil gefertigt, beginnend mit dem in drei Jahren gebauten Wehrturm. |    |
| weitere Bilder Fotos hochladen | Evangelische Filialkirche „St. Bonifatius“ mit künstlerischer Ausstattung, Kirchhof und Einfriedung           | Tröchtelborn, Kirchberg, Flurstück: 4-166/1 (Karte)            |           | Die St.-Bonifatius-Kirche – eine Saalkirche mit Holztonne und dreiseitig geschlossenem Chor – stammt aus den Jahren 1603 bis 1605. Das Kirchenschiff des romanischen Vorgängerbaus aus dem 11. Jahrhundert stand auf der abgewandten Seite des Wehrturms. Die heutige Kirche wurde in einer Übergangszeit errichtet, die Baumeister wählten den (noch) beliebten spätgotischen Stil mit filigranen Maßwerkfenstern.                                                                |    |
| weitere Bilder Fotos hochladen | Evangelische Pfarrkirche „St. Viti“ mit künstlerischer Ausstattung, Kirchhof und Einfriedung                  | Tüttleben, Kirchgasse 12, Flurstück: 2-262 (Karte)             |           | St. Viti ist die bekannteste Sehenswürdigkeit des Ortes. Vermutlich gab es eine Vorgängerkirche, wie so oft in dieser Gegend. Am Turm ist eine Tafel eingelassen – ihr in lateinischer Sprache verfasster Text lautet in der Übersetzung: Im Jahre der Fleischwerdung des Herrn Jesu Christi 1463 am 22. Tage des Monats März wurde dieser Turm gegründet. |    |
| weitere Bilder Fotos hochladen | Evangelische Pfarrkirche „St. Jacobus“ mit künstlerischer Ausstattung, Kirchhof und Einfriedung               | Zimmernsupra, Straße des Friedens 66, Flurstück: 4-693 (Karte) |           | Die Kirche St. Jacobus ist die Hauptkirche von Zimmernsupra im Landkreis Gotha. Sie gehört zum evangelischen Kirchenkreis Erfurt, Gemeinde Bindersleben. |    |

### Profanbauten (nach Orten)

#### Bienstädt
| Bild                           | Bezeichnung          | Lage                                        | Datierung | Beschreibung | ID |
| ------------------------------ | -------------------- | ------------------------------------------- | --------- | --- | -- |
| BW                             | ehemaliges Pfarrhaus | Kirchplatz 73, Flurstück: 1-144 (Karte)     |           | Das ehemalige Pfarrhaus ist mit seinem Gemeindesaal nach der im Jahre 2012 erfolgten Aufhebung der Pfarrei Bienstädt noch immer Treffpunkt für Christenlehre, Seniorenkreis und für die Gottesdienste in der kalten Jahreszeit. Das heutige Pfarrhaus steht hinter der Kirche. |    |
| weitere Bilder Fotos hochladen | Bienstädter Warte    | Bienstädter Warte, Flurstück: 7-1/7 (Karte) |           | Die Bienstädter Warte zählte seit dem Spätmittelalter zum äußeren Befestigungssystem der Stadt Erfurt, 1411 war sie eine von 16 städtischen Warten. Die heute als Baudenkmal geschützte Ruine wurde auch nach einer ehemaligen Dorfstelle in ihrer Nachbarschaft Uffhusener Warte genannt. Der Turm hat einen quadratischen Grundriss mit 4,65 m Seitenlänge, die Warte ragte einst 18 Meter über den Erdboden empor, heute beträgt die Resthöhe noch etwa 6 m. Nach einem Brand im Jahre 1733, bei dem über 50 Häuser zerstört wurden, hat man den Bauern das Abfahren von brauchbaren Baumaterial von der zu dieser Zeit schon verfallenen Warte gestattet. |    |

#### Eschenbergen
| Bild            | Bezeichnung            | Lage                                                               | Datierung | Beschreibung                      | ID |
| --------------- | ---------------------- | ------------------------------------------------------------------ | --------- | --------------------------------- | -- |
| Fotos hochladen | Hofpforte              | Hauptstraße 41, Flurstück: 1-98 (Karte)                            |           |                                   |    |
| Fotos hochladen | ehemaliges Pfarrhaus   | Kirchstraße 5 (ehemalige Kirchgasse 5), Flurstück: 1-171/2 (Karte) |           |                                   |    |
| Fotos hochladen | Torfahrt und Hofpforte | Mönchstraße 3 (ehemalige Mönchsgasse 3), Flurstück: 1-13/1 (Karte) |           | Reliefstein über dem Tor von 1795 |    |

#### Friemar
| Bild            | Bezeichnung              | Lage                                                               | Datierung | Beschreibung                                                | ID |
| --------------- | ------------------------ | ------------------------------------------------------------------ | --------- | ----------------------------------------------------------- | -- |
| BW              | Dorfmauer                | Gothaer Straße, Flurstück: (Karte)                                 |           |                                                             |    |
| Fotos hochladen | Gemeindeschenke          | Schenkstraße 2 (ehemalige Kirchstraße 2), Flurstück: 1-241 (Karte) |           | Gesamtansicht                                               |    |
| Fotos hochladen | Pfarrhof mit Einfriedung | Pfarrstraße 3, Flurstück: 1-270 (Karte)                            |           |                                                             |    |
| Fotos hochladen | Schwengelpumpe           | Schulplatz 1, Flurstück: 1-275/3 (Karte)                           |           | Gusseiserne Schwengelpumpe aus 1880–1890 mit Vierpass-Motiv |    |

#### Molschleben
| Bild                           | Bezeichnung                                                           | Lage                                                                        | Datierung | Beschreibung | ID |
| ------------------------------ | --------------------------------------------------------------------- | --------------------------------------------------------------------------- | --------- | --- | -- |
| Fotos hochladen                | Friedhofsmauer einschließlich Geschützbastion aus dem 16. Jahrhundert | Schulplatz , Flurstück: 1-78 (Karte)                                        |           | |    |
| Fotos hochladen                | Hofanlage mit Sitznischenportal                                       | Dorfplatz 1, Flurstück: 1-47 (Karte)                                        |           | |    |
| BW                             | Hofanlage mit Waiddarre                                               | Gothaer Straße 3, Flurstück: 2-155/3 (Karte)                                |           | Das Gebäude wurde als Waidfabrik 1793 von einem Herrn von Piutti errichtet. Die einzige noch erhaltene Anlage im mitteleuropäischen Waidanbaugebiet. Die relativ großen Trockenböden, die man auch heute noch „Waiddarre“ nennt, befanden sich im Mansardengeschoss des Wohn- und des Wirtschaftsgebäudes. Die Belüftungsklappen vor den Mansardfenstern sind heute noch gut zu sehen. (Im September 2016 stand ein Gerüst vor der Fassade) |    |
| Fotos hochladen                | Inschriftstein von 1542                                               | Gierstädter Straße 2 (ehemalige Hauptstraße 191), Flurstück: 2-54/2 (Karte) |           | Hier stand einst das „Neuenthor“. |    |
| Fotos hochladen                | Pfarrhof                                                              | Kirchplatz 6, Flurstück: 1-73 (Karte)                                       |           | |    |
| Fotos hochladen                | Gemeindeschenke mit Gedenktafel                                       | Schenksplatz 8, Flurstück: 2-94 (Karte)                                     |           | Die Gedenktafel erinnert an eine 1764 durch fahrlässige Brandstiftung entstandene Feuersbrunst, der innerhalb von zwei Stunden 122 Häuser zum Opfer fielen. |    |
| weitere Bilder Fotos hochladen | Steinkreuz                                                            | Badeplan 5, Flurstück: 2-140 (Karte)                                        |           | Rest eines Steinkreuzes in Malteserform, rötlicher Buntsandstein mit gespitzter Oberfläche, Datierung 1500–1650 |    |

#### Pferdingsleben
| Bild            | Bezeichnung                        | Lage                                                                 | Datierung | Beschreibung | ID |
| --------------- | ---------------------------------- | -------------------------------------------------------------------- | --------- | --- | -- |
| Fotos hochladen | Waidmühlstein                      | Bei Anger 93a, Flurstück: 1-28 (Karte)                               |           | Die einzige erhaltene Waidmühle (kleine Waidmühle) in Mitteleuropa. Sie ist Eigentum der Gemeinde. In historischer Zeit wurde sie von Zugtieren betrieben, die den senkrecht stehenden Mahlstein im Kreis über das in der Mühlpfanne liegende Mahlgut zogen. Sie ist eine von ehedem mindestens drei Waidmühlen des Ortes. |    |
| Fotos hochladen | Torfahrt und Sitznischen-Hofportal | Kirchstraße 60 (ehemalige Kirchgasse 60), Flurstück: 1-100/4 (Karte) |           | |    |
| Fotos hochladen | Torfahrt und Sitznischen-Hofportal | Lange Straße 27, Flurstück: 1-141 (Karte)                            |           | |    |

#### Tröchtelborn
| Bild            | Bezeichnung | Lage                                      | Datierung | Beschreibung | ID |
| --------------- | ----------- | ----------------------------------------- | --------- | --- | -- |
| Fotos hochladen | Hofanlage   | Bornberg 13/14, Flurstück: 4-43/1 (Karte) |           | |    |
| Fotos hochladen | Hofpforte   | Bornberg 18, Flurstück: 4-29/1 (Karte)    |           | |    |
| Fotos hochladen | Pfarrhaus   | Kirchgasse 74, Flurstück: 4-173/1 (Karte) |           | Das Pfarrhaus aus Fachwerk mit idyllischem Garten liegt unweit der Kirche. Es war 1610 bis 1621 Wohn- und Amtssitz von Michael Altenburg, Pfarrer und Komponist des Frühbarock. Das Altenburgsche Wohnzimmer, eine Bohlenstube, dient als Winterkirche und für Treffen und Feiern. |    |

#### Zimmernsupra
| Bild            | Bezeichnung | Lage                                                     | Datierung | Beschreibung | ID |
| --------------- | ----------- | -------------------------------------------------------- | --------- | ------------ | -- |
| Fotos hochladen | Hofanlage   | Brühlstraße 48, Flurstück: 4-377 (Karte)                 |           |              |    |
| Fotos hochladen | Hofanlage   | Dreifußstraße 54, Flurstück: 4-494/385;4-636/386 (Karte) |           |              |    |
| Fotos hochladen | Hofanlage   | Dreifußstraße 55, Flurstück: 4-387 (Karte)               |           |              |    |
| Fotos hochladen | Wohnhaus    | Erfurter Straße 87, Flurstück: 4-672 (Karte)             |           |              |    |
| Fotos hochladen | Haustür     | Straße des Friedens 69/70, Flurstück: 4-678 (Karte)      |           |              |    |

## Nicht aufgeführte Objekte
Verschiedene Objekte sind nicht aufgeführt. Die Gründe können sein:
- die Grundstücksbesitzer haben beantragt, das Objekt aus der Liste zu streichen
- das Objekt besteht nicht mehr
- das Objekt stand nicht zur Eintragung in die Liste zur Debatte

### Einzeldenkmale
| Bild            | Bezeichnung                       | Lage                                            | Datierung | Beschreibung              | ID |
| --------------- | --------------------------------- | ----------------------------------------------- | --------- | ------------------------- | -- |
| Fotos hochladen | Gemeindeschenke-Gasthof-Landhotel | Bienstädt, Obertor 1, Flurstück: 1-112 (Karte)  |           | Erstmalige Erwähnung 1733 |    |
| Fotos hochladen | Waidmühle                         | Friemar, Schulplatz, Flurstück: 1-275/3 (Karte) |           |                           |    |